# Gestoorde hengelaar
Gestoorde hengelaar (español: Pescador perturbado) fue la primera película de ficción producida en los Países Bajos.Dirigida por M.H. Laddéen 1896, la película fue realizada en colaboración con el estudio Eerst Nederlandsch Atelier tot het vervaardigen van Films voor de Bioscoop en Cinematograaf van M.H. Laddé en J.W. Merkelbach ("Primer taller holandés para la producción de películas para el cine y director de fotografía de M.H. Laddé y J.W. Merkelbach").

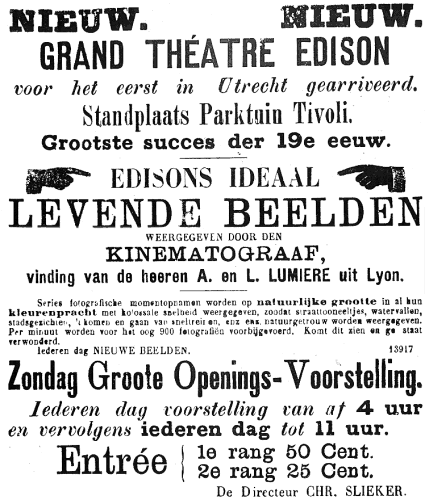
Anuncio del cine itinerante de Christiaan Slieker en Utrechtsch Dagblad

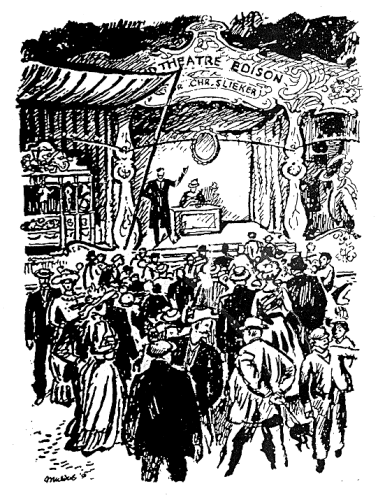
El cine itinerante de Christiaan Slieker, Grand Théatre Edison, que proyectó Gestoorde hengelaar por primera vez en Utrecht, Países Bajos.

El cortometraje mudo se presentó por primera vez el 29 de noviembre de 1896 en el Parktuin Tivoli de Utrecht.La proyección se llevó a cabo en el cine itinerante Grand Théâtre Edison de Christiaan Slieker.
La película no se ha conservado y no existen fotografías conocidas de ella, por lo que se considera perdida.
Se sabe que Gestoorde hengelaar era una escena de comedia slapstick protagonizada por los populares comediantes holandeses Lion Solser y Piet Hesse únicamente gracias al folleto distribuido por Slieker.
La película fue exhibida en el cine Slieker mediante un cinematógrafo producido por H.O. Foersterling & Co, una empresa con sede en Berlín, Alemania. Durante la proyección, un órgano de feria acompañó la película con música.